# Asbecesta semicincta
Asbecesta semicincta es un coleóptero de la familia Chrysomelidae. Fue descrita científicamente por primera vez en 1919 por Laboissiere.